# Hernán Toledo
Hernán Darío Toledo (ur. 17 stycznia 1996 w Santa Fe) – argentyński piłkarz występujący na pozycji napastnika we hiszpańskim klubie UD Las Palmas, do którego jest wypożyczony z Deportivo Maldonado. Wychowanek Vélez Sarsfield do którego trafił w 2011 roku.